# Svarttjärnen (Bureå socken, Västerbotten)
Svarttjärnen är en sjö i Skellefteå kommun i Västerbotten och ingår i Bureälven-Mångbyåns kustområde. Sjön har en area på 0,11 kvadratkilometer och ligger 63,9 meter över havet.

## Delavrinningsområde
Svarttjärnen ingår i det delavrinningsområde (717009-175992) som SMHI kallar för Mynnar i Bäckån. Medelhöjden är 68 meter över havet och ytan är 2,58 kvadratkilometer. Det finns inga avrinningsområden uppströms utan avrinningsområdet är högsta punkten. Vattendraget som avvattnar avrinningsområdet har biflödesordning 2, vilket innebär att vattnet flödar genom totalt 2 vattendrag innan det når havet efter 21 kilometer. Avrinningsområdet består mestadels av skog (94 procent). Avrinningsområdet har 0,11 kvadratkilometer vattenytor vilket ger det en sjöprocent på 5,9 procent.